# Francesc Xavier Pallarès i Povill
Francesc Xavier Pallarès i Povill (Tortosa, Baix Ebre, 1964) és un polític català i Professor d'Educació Primària (Universitat Rovira i Virgili).
Els anys 1986, 1987 i 1989 va treballar de professor de català, castellà i anglès al Col·legi Sant Lluc i Santa Eulàlia del Barri de Can Serra (L'Hospitalet). Dels anys 1990 fins a l'any 1999 va treballar a Caixa Tarragona, a les oficines d'Horta de Sant Joan, Arnes, Bot i Gandesa. De l'any 1995 a l'11 d'octubre de 2017 va ser alcalde d'Arnes (Terra Alta).
De l'any 1999 fins al 2006 va ser President del Consell Comarcal de la Terra Alta, President del Centre d'Iniciatives Terra Alta (LEADER), així com membre del Consell d'Administració de Grup SAGESSA, President del Consorci de Normalització Lingüística de les Terres de l'Ebre, Membre Fundador de la Junta Rectora del Parc Natural dels Ports, Membre del Consell de l'Associació Catalana de Municipis, Membre del Consorci de Delimitació Territorial de Catalunya i membre de l'Institut de Desenvolupament de les Comarques de l'Ebre.
Dintre de CDC, l'any 1996 fou designat president de Convergència Democràtica de Catalunya a la comarca de la Terra Alta i Conseller Nacional. Des del 2003 és president de la Federació de CDC a les Terres de l'Ebre. Fou elegit diputat a les eleccions al Parlament de Catalunya de 2006 i 2010.
Del gener de 2011 a octubre de 2017 va ser delegat territorial del Govern de la Generalitat de Catalunya a les Terres de l'Ebre. El Consell de Govern de la Generalitat va restituir-lo com a delegat el 17 de juliol de 2018 més de vuit mesos després de ser destituït pel govern espanyol del Partit Popular (PP) arran l'aplicació de l'article 155 de la Constitució.
El juny de 2021 amb la formació del nou govern a partir de les eleccions del 14 de febrer es rellevat del seu càrrec de delegat territorial pel rapitenc Albert Salvadó i Fernàndez.